# Reserva Natural de Pequena Sosva

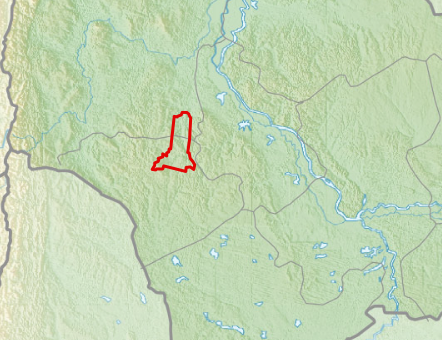
Malaya Sosva ("Little Sosva")

A Reserva Natural de Pequena Sosva (em russo:  Малая Сосьва заповедник) é uma área protegida na Rússia, cobrindo a bacia do rio Malaya Sosva, no lado do leste dos montes Urais, na Sibéria. O Malaya Sosva é um tributário direito do rio Sosva, que flui no rio Ob. Esta zona húmida florestal protege planície baixas com um relevo quebrado, uma incisão significativa de vales de rios e um sistema de rios desenvolvidos. A reserva também protege os locais culturais e arquitectónicos, incluindo alguns relacionados ao povo indígena Khanty. Os dois terços do sul da reserva estão no distrito de Sovetsky, no Distrito Autónomo de Khanty-Mansi, Okrug Autónomo de Khanty-Mansi. Já o sector norte, é no distrito de Beryozovsky. A reserva foi criada em 1976, e abrange uma área de 225 562 hectares.

## Topografia
Esta área protegida encontra-se no meio de uma rede complexa de rios. A terra é plana, cortada com vales e cumes, pelos rios. O território tem uma extensão de cerca de 85 km de norte a sul e 23 km de oeste a leste, com o rio Malaya Sosva correndo pelo meio. A terra a mais elevada no território é 154 metros acima do nível do mar, e cerca de 15% da reserva é coberta por pântanos.

## Fauna
Como esta reserva se localiza no meio da Rússia, as suas comunidades florais incluem espécies da Europa a oeste, a taiga clássica (floresta, prado, e pântanos) da planície da Sibéria, algumas espécies das estepes do sul, e taiga / tundra do norte. A árvore mais comum na reserva é o pinheiro escocês, uma árvore relativamente pouco exigente que é resistente ao fogo no solo. 83% do território é preenchido por floresta. Os cientistas na reserva registaram mais de 400 espécies de plantas vasculares, e mais estão sendo descobertas todos os anos.
Os cientistas já registaram na reserva cerca de 38 espécies de mamíferos, 209 de aves, 1 espécie de réptil, 2 espécies de anfíbios e 16 espécies de peixes; são na maior parte animais típicos da taiga média da planície ocidental da Sibéria, como o urso pardo, o alce, a zibelina, entre outros.